# Sa Đéc (Base Navale)
La base di Sa Đéc, conosciuta anche come Sa Đéc Naval Support Activity è stata una base della U.S. Navy e della Marina della Repubblica del Vietnam del Sud realizzata vicino a Sa Đéc in Vietnam nel delta del Mekong.

## Storia
La base era posizionata a Sa Đéc, nella parte superiore del fiume My Tho nel Delta del Mekong.
La venne realizzata nel 1966, come base per le Patrol Boat, River che prendevano parte alla operazione Game Warden. Nella metà del 1966 vi furono trasferite dieci Patrol Boat, River della River Division 52. Le installazioni originali erano piuttosto primitive e i marinai dovevano vivere nelle tende posizionate su un campo di calcio fino a quando i Seabees costruirono una sistemazione più stabile. Nel 1967 venne stabilito sulla base un distaccamento di una Naval Support Activity. Nel marzo del 1970 il Comando della Coastal Division 13 delle Swift Boat venne trasferita dalla base di Cat Lo a Sa Đéc.
Nel 1971 venne consegnata alla Marina della Sud Vietnamita.